# Chaenothecopsis nigra
Chaenothecopsis nigra är en lavart som beskrevs av Tibell. Chaenothecopsis nigra ingår i släktet Chaenothecopsis och familjen Mycocaliciaceae.  Arten är reproducerande i Sverige. Inga underarter finns listade i Catalogue of Life.